# Coccodiella andicola
Coccodiella andicola är en svampart som först beskrevs av Franz Petrak, och fick sitt nu gällande namn av I. Hino & Katum. 1968. Coccodiella andicola ingår i släktet Coccodiella och familjen Phyllachoraceae.   Inga underarter finns listade i Catalogue of Life.